# Pavone Canavese
Pavone Canavese is een gemeente in de Italiaanse provincie Turijn (regio Piëmont) en telt 3812 inwoners (31-12-2004). De oppervlakte bedraagt 11,1 km², de bevolkingsdichtheid is 343 inwoners per km².

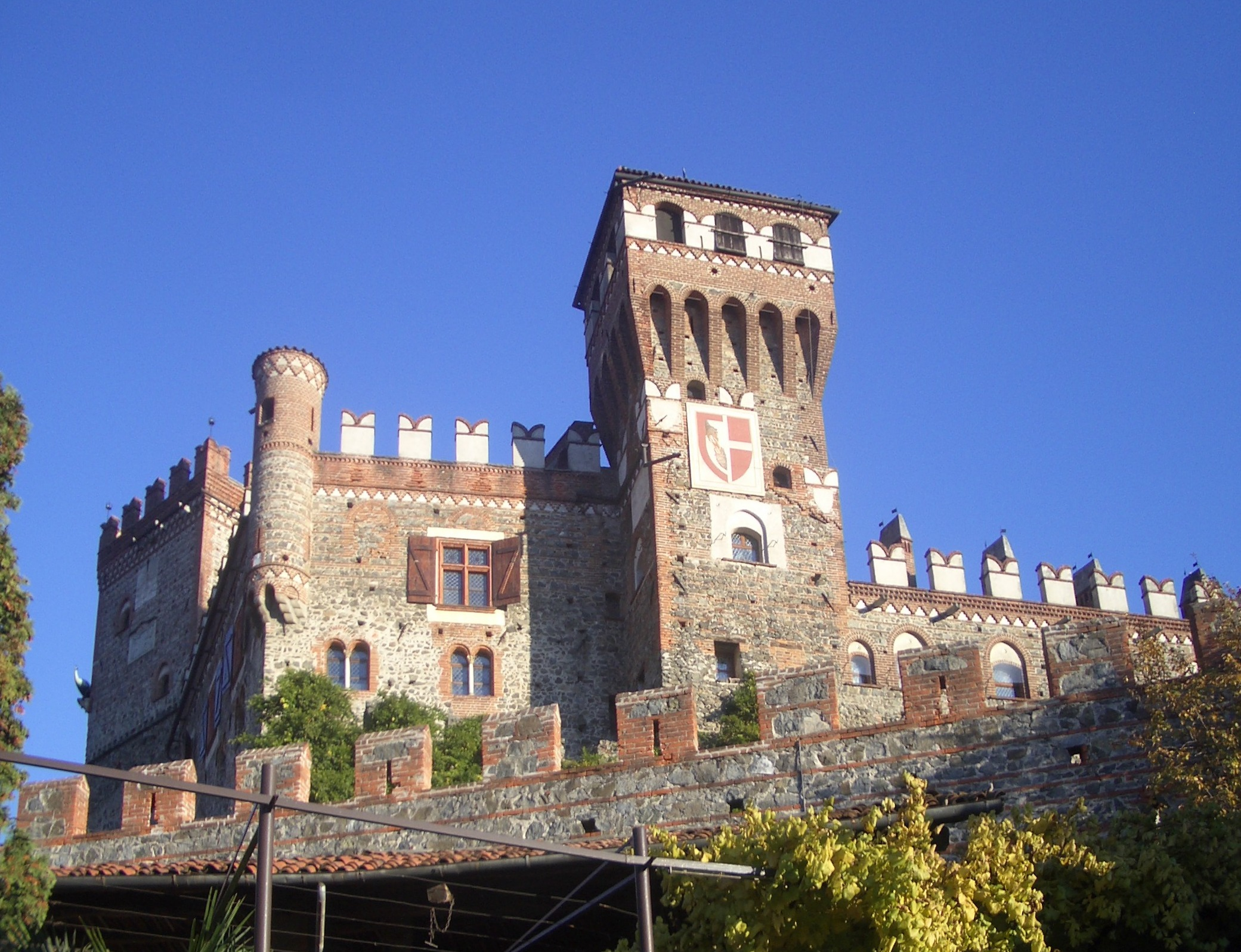
Kasteel bij Pavone Canavese
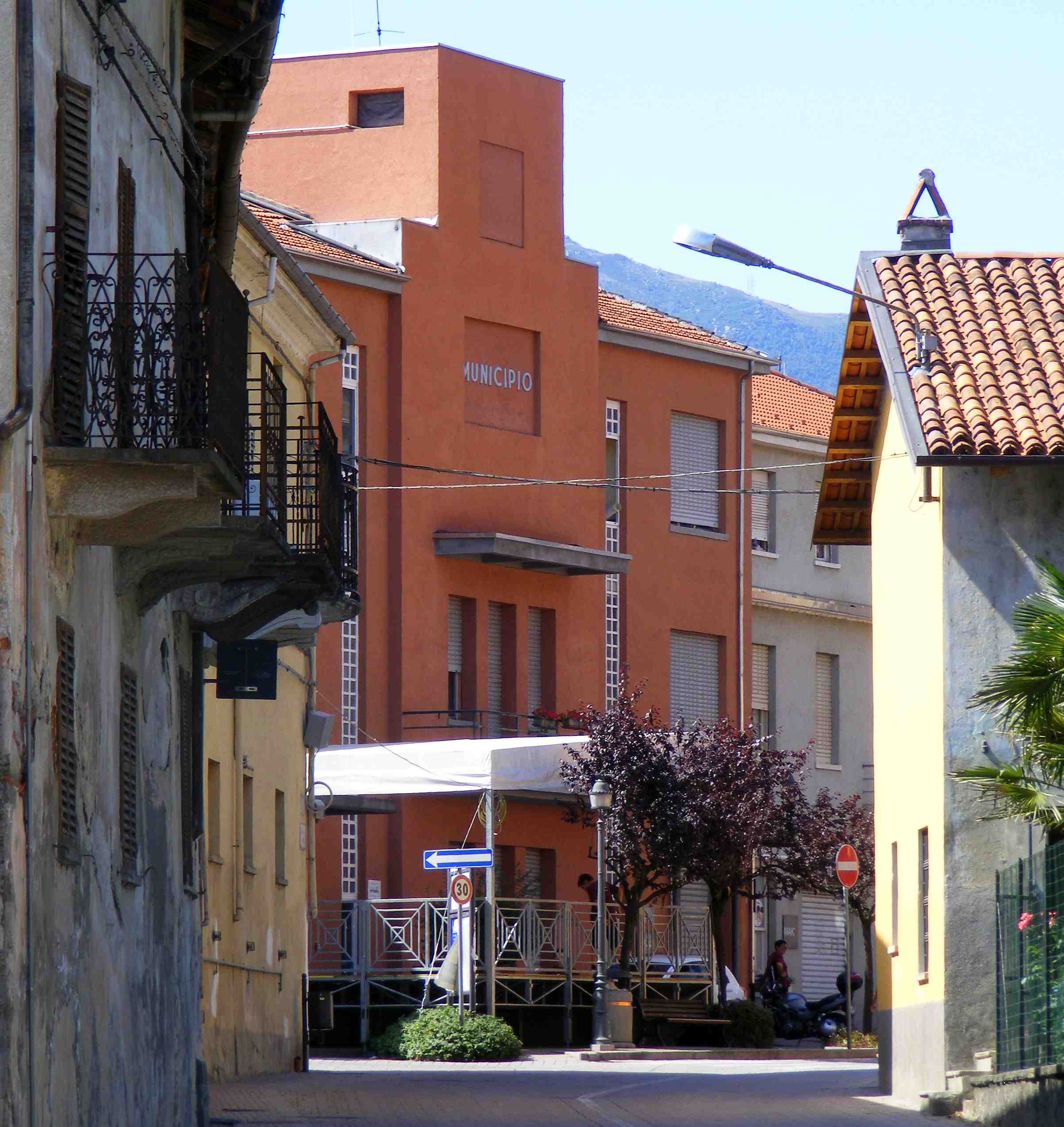
Gemeentehuis

## Demografie
Pavone Canavese telt ongeveer 1620 huishoudens. Het aantal inwoners daalde in de periode 1991-2001 met 7,0% volgens cijfers uit de tienjaarlijkse volkstellingen van ISTAT.
| Jaar | Inwoneraantal |
| ---- | ------------- |
| 1991 | 4060          |
| 2001 | 3776          |

## Geografie
Pavone Canavese grenst aan de volgende gemeenten: Ivrea, Banchette, Samone, Colleretto Giacosa, Romano Canavese, Perosa Canavese, San Martino Canavese.